# Quel maledetto giorno della resa dei conti
Quel maledetto giorno della resa dei conti è un film del 1971, diretto da Sergio Garrone.

## Trama
I banditi massacrano l'intera famiglia di George Benton, giovane dottore laureato a San Francisco. L'uomo, pieno di rabbia, si vendica sui presunti colpevoli, ma in realtà è un altro.